# Кизварь
Кизварь (удм. Тукыр) — починок на левом берегу реки Лоллезка в Увинском районе Удмуртии, входит в Петропавловское сельское поселение. Находится в 33 км к юго-востоку от посёлка Ува и в 48 км к западу от Ижевска. В починке две улицы: Животноводов и Труда.

## История
Деревня Казывар Жикье на Арской дороге зафиксирована в Книге переписной ясачных крестьян (русские, новокрещенцы, татары чуваши, мари и удмурды) Арской дороги Казанского уезда между 1744 и 1747 годами. В списке населённых мест Вятской губернии 1859-1873 гг. значится при ручье Лоллезе, по левую сторону Сарапульско-Малмыжской проселочной дороги. В реестре селений и жителей на 1891 год из «Книги Вятских родов» В. А. Старостина деревня указана как Кизварь Жикья; Козьвыр-Жикья; Тукыр, входила в Лоллез-Жикьинское общество Нылгижикьинской волости Сарапульского уезда Вятской губернии. Согласно составу прихода по метрической книге 1913 года деревня называлась Кизварь и относилась к приходу Александровской церкви в селе Русский Пычас Елабужского уезда. В Списке населённых мест Вотской автономной области 1924 г. деревня Кызварь-Жикья относилась к Никольскому сельсовету Нылги-Жикьинской волости Ижевского уезда, а в 1925 году отошла к Лоллезскому сельсовету. В составе Удмуртской АО / АССР деревня в разное время входила в Лоллезский сельсовет Нылги-Жикьинского ёроса (1932), Лоллез-Жикьинский сельсовет Можгинского ёроса (1932), Лоллезский сельсовет Нылгинского района (1939), Нылгинский сельсовет Нылгинского района (1955), Красный сельсовет Увинского района (1965), Петропавловский сельсовет Увинского района (1971).

## Население
| 1747 | 1873 | 1891 | 1920 | 1924 | 2010 | 2012 |
| ---- | ---- | ---- | ---- | ---- | ---- | ---- |
| 16   | ↗37  | ↗95  | →95  | ↗107 | ↗110 | ↗131 |